# Jakub Wódka
Jakub Mikołaj Wódka (ur. 1981) – polski politolog, turkolog, urzędnik, dyplomata.

## Życiorys
Jakub Wódka studiował stosunki międzynarodowe w Szkole Głównej Handlowej w Warszawie (1999–2005, magister), International Business and Management Studies na Fontys University of Applied Sciences w Eindhoven (2002–2004, licencjat) oraz turkologię na Uniwersytecie Warszawskim (2004–2009, magister). W 2010 uzyskał w Instytucie Studiów Politycznych Polskiej Akademii Nauk stopień doktora nauk społecznych w dyscyplinie nauki polityczne na podstawie napisanej pod kierunkiem Józefa Fiszera dysertacji Polityka zagraniczne Turcji. Uwarunkowania wewnętrzne oraz procesy decyzyjne. W 2019 tamże otrzymał stopień doktora habilitowanego w dziedzinie nauk społecznych, dyscyplina nauki o polityce i administracji, przedstawiwszy osiągnięcie naukowe Polityka zagraniczna średniej potęgi. Turcja jako studium przypadku.
Jego zainteresowania naukowe obejmują takie zagadnienia jak: polityka zagraniczna i wewnętrzna Turcji; wzrastające potęgi; miasta globalne; uczciwość procesu wyborczego.
W styczniu 2006 rozpoczął pracę w Zakładzie Europeistyki Instytutu Studiów Politycznych Polskiej Akademii Nauk. Od sierpnia 2017 do stycznia 2018 tzw. fellow w Weatherhead Center for International Affairs Uniwersytetu Harvarda. W 2022 został wykładowcą Wydziału Ekonomii i Zarządzania Uczelni Łazarskiego w Warszawie.
Zawodowy dyplomata. Od co najmniej 2012 związany zawodowo także z Ministerstwem Spraw Zagranicznych, Departamentem Strategii i Planowania (po reorganizacji Departament Strategii Polityki Zagranicznej), gdzie w 2018 objął stanowisko zastępcy dyrektora.

## Publikacje książkowe
- Jakub Wódka, Polityka zagraniczna Turcji: uwarunkowania wewnętrzne oraz podmioty decyzyjne, Warszawa: Instytut Studiów Politycznych Polskiej Akademii Nauk : Wydawnictwo Trio, 2012, ISBN 978-83-7436-299-3. Brak numerów stron w książce
- Jakub Wódka, Polityka zagraniczna „nowej” Turcji: implikacje dla partnerstwa transatlantyckiego, System Euroatlantycki w Wielobiegunowym Świecie i Jego Perspektywy, Warszawa: Instytut Studiów Politycznych Polskiej Akademii Nauk, 2013, ISBN 978-83-64091-01-8. Brak numerów stron w książce
- Jakub Wódka, Polityka zagraniczna średniej potęgi: Turcja jako studium przypadku, Warszawa: Instytut Studiów Politycznych Polskiej Akademii Nauk, 2019, ISBN 978-83-65972-53-8. Brak numerów stron w książce